# Ulopella steeli
Ulopella steeli är en insektsart som beskrevs av Evans 1947. Ulopella steeli ingår i släktet Ulopella och familjen dvärgstritar. Inga underarter finns listade i Catalogue of Life.